# Saint-Martin-de-Caralp
Saint-Martin-de-Caralp é uma comuna francesa na região administrativa de Occitânia, no departamento de Ariège. Estende-se por uma área de 9,16 km². Em 2010 a comuna tinha 375 habitantes (densidade: 40,9 hab./km²).